# Karol Małcużyński
Karol Małcużyński (geboren 20. Juni 1922 in Warschau; gestorben 13. Juni 1984 ebenda) war ein polnischer Journalist.

## Leben
Karol Małcużyński kam aus einem bürgerlichen Elternhaus, sein Vater war Direktor der Warschauer Börse, sein älterer Bruder Witold Małcużyński machte eine Pianistenkarriere, die von der Flucht vor der deutschen Besetzung Polens geprägt war. Sein 1953 geborener Sohn Karol Małcużyński wurde ebenfalls Journalist.
Małcużyński begann nach der Befreiung Polens 1945 ein Studium, ging dann aber ohne Abschluss in das besetzte Deutschland und arbeitete als Korrespondent bei den Nürnberger Prozessen. Bereits 1946 veröffentlichte er darüber das Buch Norymberga Niemcy 1946. Im Jahr 1966 kam er mit dem Buch Oskarżeni nie przyznają się do winy (Die Angeklagten bekennen sich nichtschuldig) nochmals auf das Thema zurück.
Zwischen 1946 und 1948 war er Pariser Korrespondent der Zeitung Robotnik, die von der sozialistischen Partei PPS wiedergegründet worden war. Nach der Zwangsvereinigung der PPS mit der kommunistischen PPR zur Polnischen Vereinigten Arbeiterpartei (PVAP) ging die Zeitung im Parteiorgan Trybuna Ludu auf.
Nach seiner Rückkehr nach Warschau schrieb er in den 1950er Jahren Texte für die polnische Wochenschau (polnisch Polska Kronika Filmowa). Von 1956 bis 1960 war er Presseattaché der polnischen Botschaft in London. In den 1970er Jahren arbeitete er als Moderator für das Nachrichtenmagazin Monitor des Polnischen Fernsehens. 1971 wurde er in das Präsidium der Autorenvereinigung ZAiKS gewählt und 1974 in den Vorstand der Gesellschaft der Polnisch-Sowjetischen Freundschaft. 1976 wurde er als parteiloser Abgeordneter in den 7. Sejm gewählt und 1980 wiedergewählt. In diese Zeit fiel die Ausrufung des Kriegsrechts in Polen im Jahr 1981. 1982 enthielt er sich bei einer Abstimmung im Sejm demonstrativ der Stimmabgabe und kritisierte in der Folge öffentlich das Abstimmungsverhalten anderer Abgeordneter.
Der Schriftsteller und Komponist Stefan Kisielewski gab ihm 1976 die Rolle des Protagonisten im Roman Ludzie w akwarium.

## Schriften (Auswahl)

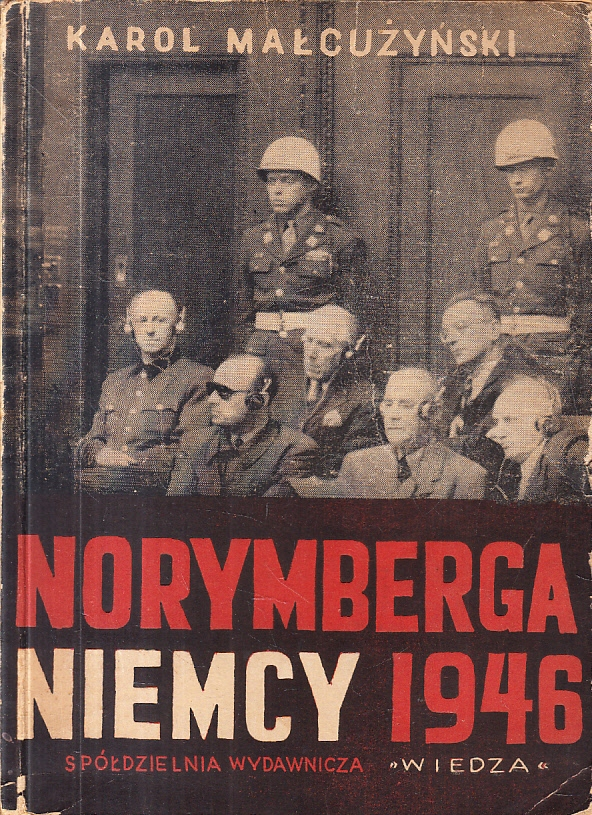
Norymberga Niemcy 1946

- Niemiecka propaganda w Generalnej Guberni, in: Pneglgd Socjalistyczny, 1945, no. 2, S. 34–39
- Norymberga Niemcy 1946. Warschau : Spółdzielnia Wydawnicza Wiedza, 1946
- mit Bronisław Wiernik: Józef Pehm-Mindszenty – szpieg w kardynalskiej purpurze. Warschau : Książka i Wiedza, 1949
- mit Bronisław Wiernik: Trasa W-Z. 22. VII. 1949. Warschau : Spółdzielnia Wydawniczo-Oświatowa "Czytelnik", 1949
- Vom anderen Ufer : Reportagen aus den polnischen Westgebieten. Berlin : Verlag Blick nach Polen, 1950
- Die Hochzeit in Nowa Huta. Verlag Blick nach Polen, 1952 Kleine deutsch-polnische Reihe, Bd. 3.
- An der Friedensgrenze. 1953
- mit Stanisław Jankowski: Warschau ist wiederaufgebaut. Warschau : Polonia Verlag, 1962
- Gomułka Plan : Zum Einfrieren der Kernrüstungen in Mitteleuropa. Warschau : Zachodnia agencja prasowa, 1965
- Oskarżeni nie przyznają się do winy. Warschau, 1970
  - Auszüge bei Radlmaier, Der Nürnberger Lernprozess, 2001, S. 97–102; S. 213–222. Übersetzung Silvie Preußer